# Ptochophyle doricaria
Ptochophyle doricaria là một loài bướm đêm trong họ Geometridae.